# Materialkonstant
En materialkonstant är en fysikalisk konstant som beskriver någon egenskap som är specifik för olika material. Egenskapen beror därför inte på den geometriska formen på ett objekt. Vidare sker i princip ingen förändring i tiden under i övrigt stationära förhållanden. Eftersom de flesta egenskaper dock påverkas av exempelvis tryck och temperatur är de flesta "konstanter" egentligen bara giltiga vid specifika förhållanden. Exempel på materialkonstanter är densitet och elasticitet.